# 直角熙螢金花蟲
直角熙螢金花蟲（学名：Cerophysa nigripennis）为金花蟲科熙螢金花蟲屬下的一个种。